# Phénazine
La phénazine, aussi appelée azophénylène, dibenzo-p-diazine, dibenzopyrazine ou acridizine, est un composé aromatique tricyclique constitué d'un noyau de pyrazine fusionnée avec deux cycles benzéniques. C'est un solide jaune, composé parent de nombreux composés utilisés comme colorants ou teintures : rouge neutre, safranines, eurhodines, indulines, mauvéine ou encore pyocyanine.

## Propriétés
La phénazine cristallise en aiguilles jaunes qui fondent entre 172 et 176 °C. Ces aiguilles sont dissoutes par l'acide sulfurique, formant une solution rouge foncé.

## Occurrence naturelle et biosynthèse
Certains dérivés de phénazine ont une action antibiotique et sont synthétisés par de nombreuses bactéries (par exemple Pseudomonas aeruginosa, Streptomyces ou Pantoea agglomerans) pour la défense de leur habitat et des zones environnantes. Près de 100 dérivés naturels de la phénazine ont ainsi été identifiés.
La biosynthèse de la phénazine est à une bifurcation de la voie de l'acide shikimique, juste après l'étape de l'acide chorismique ; deux molécules intermédiaires dérivées du chrisomate s'assemblent alors de façon diagonale pour former le squelette de phénazine,,. Des modifications séquentielles mènent ensuite à diverses phénazines avec des activités biologiques différentes.

## Synthèse
Une méthode classique de synthèse de la phénazine est la réaction de Wohl-Aue entre le nitrobenzène et l'aniline. Il existe d'autres méthodes, notamment : 
- par distillation du sel de baryum de l'azobenzoate ;
- en passant des vapeurs d'aniline sur de l'oxyde de plomb ;
- par l'oxydation de la dihydrophénazine, elle-même préparée en chauffant le pyrocatéchol avec de l'o-phénylènediamine.

Il est également possible de former de la phénazine en distillant de l'ortho-aminodiphénylamine sur du péroxyde de plomb.

## Dérivés
- Les phénazines plus complexes, telles que les naphtophénazines, les naphtazines et les naphtotolazines, peuvent être préparées par condensation d'ortho-diamines avec des ortho-quinones[11], par l'oxydation d'une ortho-diamine en présence d'α-naphtol ou par décomposition d'ortho-anilido-(-toluidido-...)-composés azos en présence d'acide dilué.
- Les rhodamines, composés proches des phtaléines, sont formés par condensation de méta-aminophénols alkylés avec l'anhydride phtalique en présence d'acide sulfurique. Leurs sels sont des teintures rouges fines. Leurs dérivés mono-aminés ou eurhodines sont obtenus par condensation d'arylmonamines avec des composés azo orthoaminé, par condensation du dichlorimidequinone ou de la para-nitrosodiméthylaniline avec des monamines ayant une position para libre, ou par oxydation d'ortho-hydroxydiaminodiphénylamines. Ce sont des solides rouges-jaunes, qui agissent comme bases faibles, leurs sels subissant une dissociation hydrolytique dans des solutions aqueuses. Lorsqu'elles sont chauffées en présence d'acide chlorhydrique concentré, leur groupe amine est remplacé par un groupe hydroxyle, produisant des eurhodols.
- Les sels de phénazonium (type de sel d'ammonium quaternaire) sont d'autres dérivés de la phénazine. On peut notamment citer parmi eux la safranine.

### Diaminophénazine

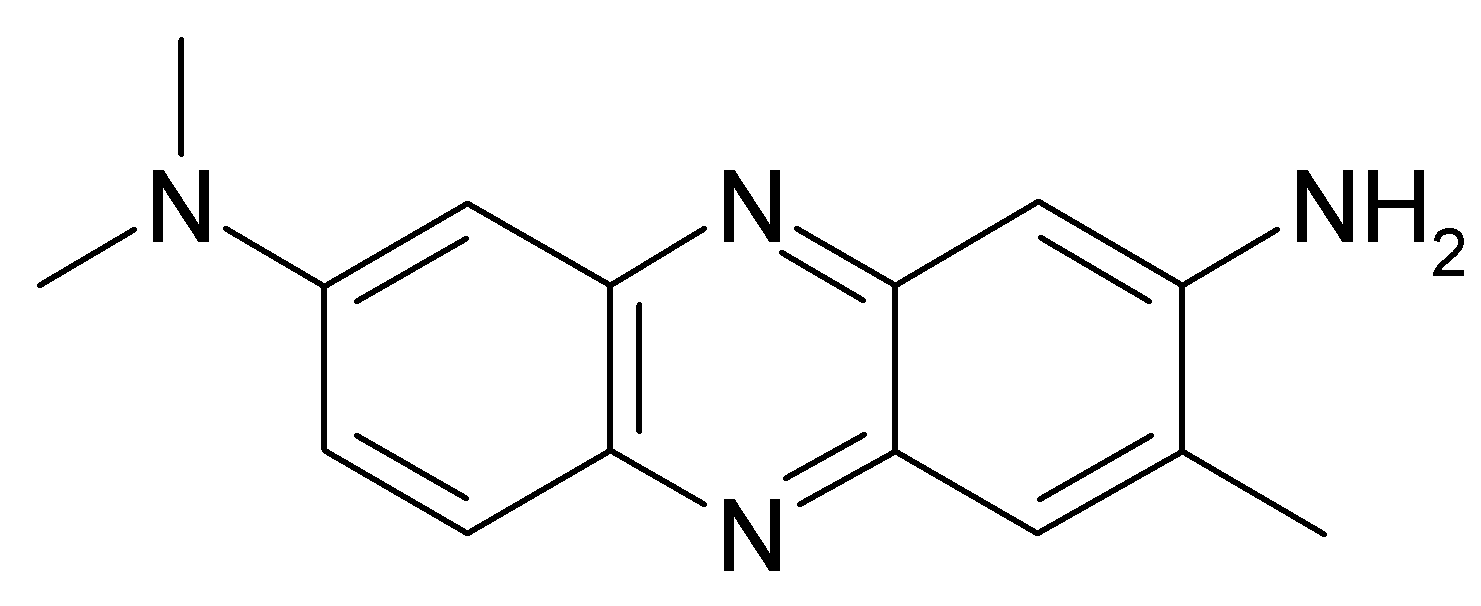
Rouge neutre

La diaminophénazine symétrique est parente d'une molécule importante en teinture, le rouge neutre ou diméthyldiaminotoluphénazine. Il est obtenu par oxydation de l'o-phénylènediamine avec le chlorure ferrique ; lorsqu'un mélange de para-aminodiméthylaniline et de méta-toluylènediamine est oxydé à froid, il se forme comme intermédiaire le bleu de toluylène, une indamine, qui devient rouge après ébullition. Il est également possible de l'obtenir par oxydation de la diatnine[Quoi ?] de diméthylparaphénylène avec le diaminométatoluylène. Elle cristallise en aiguilles rouge-orangées et est fortement fluorescente en solution alcoolique. On peut l'utiliser pour teindre la soie et le coton mordancé d'un couleur écarlate.

### Dérivés naturels
Beaucoup de phénazines sont présentes dans la nature, produites par des bactéries telles que Pseudomonas spp., Streptomyces spp. et Pantoea agglomerans. Ces phénazines naturelles sont impliquées dans la virulence et la sélection naturelle dans la formation d'organismes. Par exemple, la pyocyanine, un dérivé de phénazine produite par Pseudomonas aeruginosa, contribue à sa capacité à coloniser les poumons des patients atteint de mucoviscidose. De façon similaire, l'acide phénazine-1-carboxylique, produit par de nombreuses Pseudomonas, accroît sa survie sur les sols, et il a été montré qu'il joue un rôle essentiel dans la lutte biologique contre certaines souches,.